# مايك لوف
مايك لوف (بالإنجليزية: Mike Love)‏ هو مغن مؤلف ومغني ومنتج أسطوانات وموسيقي وملحن أمريكي، ولد في 15 مارس 1941 في لوس أنجلوس في الولايات المتحدة.

## وصلات خارجية
- مايك لوف على موقع IMDb (الإنجليزية)
- مايك لوف على موقع الموسوعة البريطانية (الإنجليزية)
- مايك لوف على موقع روتن توميتوز (الإنجليزية)
- مايك لوف على موقع ميوزك برينز (الإنجليزية)
- مايك لوف على موقع رولينغ ستون (الإنجليزية)
- مايك لوف على موقع قاعدة بيانات برودواي على الإنترنت (الإنجليزية)
- مايك لوف على موقع إن إن دي بي (الإنجليزية)
- مايك لوف على موقع أول ميوزيك (الإنجليزية)
- مايك لوف على موقع ديسكوغز (الإنجليزية)
- مايك لوف على موقع قاعدة بيانات الفيلم (الإنجليزية)